# 久米御縣神社
久米御縣神社（くめのみあがたじんじゃ）は、奈良県橿原市久米町にある神社。式内社で、旧社格は村社。

## 歴史
創建の由緒は不詳である。「御県神社」という神社は大和国内に7社あり、いずれも皇室の御料地である御県（みあがた）に鎮座していたものである。『日本書紀』垂仁天皇27年に「是歳、来目邑に屯倉を興す」という記述があり、創建もその頃とみられる。
延喜式神名帳では「大和国高市郡 久米御縣神社三座」と記載され、式内社・小社に列格している。ただし、延喜式祈年祝詞には他の6つの御県神社が記載されているが、当社は含まれていない。
久米氏の衰退と共に当社も衰微したが、隣接して久米寺が創建されると当社はその鎮守社・天神社または久米宮として再建された。江戸時代中期頃からは天満宮や天神社と呼ばれるようになった。現在も、「天満宮」「天神社」と書かれた燈籠が数多く残る。
1868年（明治元年）の神仏分離により久米寺から分離され、明治中期に久米御縣神社に改称した。また、村社に列せられている。

## 祭神
- 主祭神 - 高皇産霊命、大来目命、天櫛根命

『五郡神社記』では「天櫛根大久米命」で一つの神名としており、『式内社調査報告』では、元は一柱の神であったものが近世に2つに分割して伝えられたものであると考えられるとしている。
大来目命は神武天皇に使えた久米部遠祖の人物である。一帯は久米部の居住地であった来目邑であり、その祖神を祀ったものである。

## 境内
- 本殿
- 皇大神社 - 祭神：誉田別命、天児屋根命、大日霊貴命
- 熊野神社 - 祭神：伊弉冉尊
- 拝殿